# معركة الحدود
معركة الحدود هي سلسلة من المعارك جرت على طول الحدود الشرقية لفرنسا وجنوب بلجيكا، بعد ابتداء الحرب العالمية الأولى بفترة قصيرة. المعارك بدأت بسبب تصادم خطتين هي استراتيجيات الجيش الفرنسي للخطة السابعة عشر وخطة ألمانيا للحالات الضرورية. القوات الاستطلاعية البريطانية شاركت بشكل نسبي في معارك مونس التي - وبحكم موقعها فهي تواجه ضربات من الجناح اليمين للجيش الألماني الغازي - كانت لها دور كبير في اطاحة الكثير من القتلى من الرجال الذي تصدوا لهذه المعارك. خسارة الجيش المهاجم الفرنسي في معركة أردينيس أدت إلى تعافي عام في نهر مارن حيث القوات الفرنسية والبريطانية أعادت تجمعها للدفاع عن باريس.